# Gladiolus imbricatus
Gladiolus imbricatus es una especie de gladiolo que se encuentra en Europa y Turquía.  

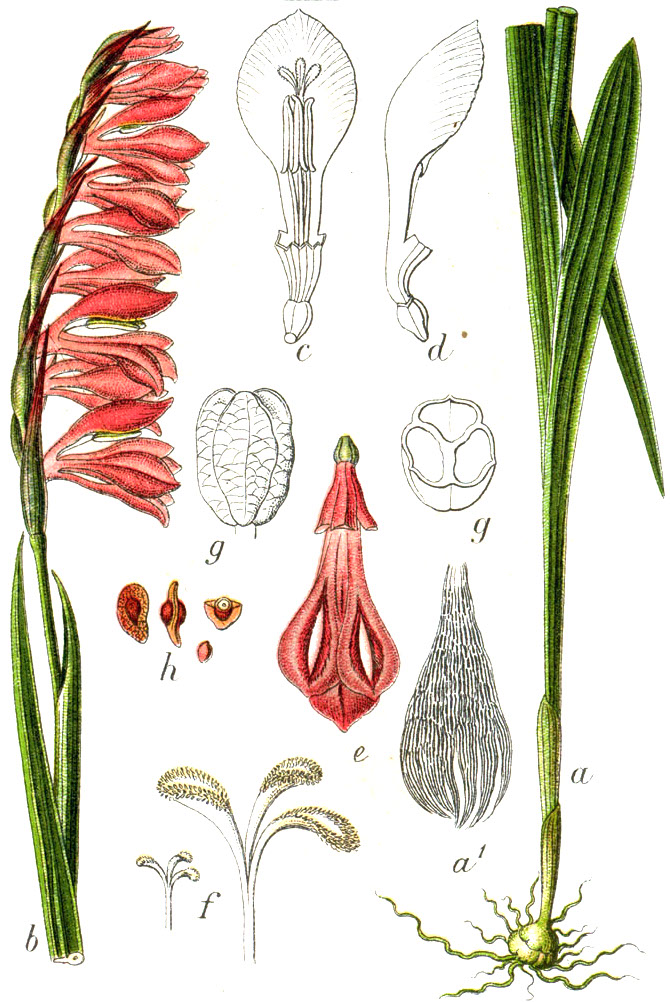
Inflorescencia

## Descripción
Gladiolus imbricatus es nativa del sureste de Europa y Turquía. Crece en prados húmedos y pantanos y florece de mayo a julio. Posee una espiga densa de 4 a 12 flores de color carmín pálido a  púrpura, rayado púrpura y blanco. Su hoja inferior es redonda o roma, no es nítida, que es otra característica distintiva.

## Taxonomía
Gladiolus imbricatus fue descrita por  Carlos Linneo y publicado en Sp. Pl. 37 1753.
Etimología
Gladiolus: nombre genérico que se atribuye a Plinio y hace referencia, por un lado, a la forma de las hojas de estas plantas, similares a la espada romana denominada "gladius". Por otro lado, también se refiere al hecho de que en la época de los romanos la flor del gladiolo se entregaba a los gladiadores que triunfaban en la batalla; por eso, la flor es el símbolo de la victoria.
imbricatus: epíteto latíno que significa "imbricado, superpuestos como tejas".
Sinonimia
- Gladiolus apterus Klokov
- Gladiolus crispiflorus Herb.
- Gladiolus galiciensis Besser
- Gladiolus hygrophilus Boiss. & A.Huet ex Baker
- Gladiolus libanoticus Boiss. & Kotschy
- Gladiolus marschallii Poir.
- Gladiolus neglectus Schult.
- Gladiolus raddeanus Trautv.
- Gladiolus rossicus Pers.
- Sphaerospora imbricata (L.) Sweet[6][7]